# Гадагма-Цкалцитела
Гадагма-Цкалцитела (груз. გადაღმა წყალწითელა) — село в Грузии, на территории Ткибульского муниципалитета края (мхаре) Имеретия.

## География
Село находится в западной части Грузии, на левом берегу реки Цкалцителы, на расстоянии 18 километров к западу от города Ткибули, административного центра муниципалитета. Абсолютная высота — 460 метров над уровнем моря.

## Население
По результатам официальной переписи населения 2014 года, в Гадагма-Цкалцителе проживало 11 человек (5 мужчин и 6 женщин). В национальной структуре населения грузины составляли 100 %.
| Год  | Население, человек |
| ---- | ------------------ |
| 2002 | 56                 |
| 2014 | ↘ 11               |